# Zagórze (Wieruszów)
Pour les articles homonymes, voir Zagórze.
Zagórze est une localité polonaise de la gmina de Sokolniki, située dans le powiat de Wieruszów en voïvodie de Łódź.